# Ranitomeya
Ranitomeya är ett släkte av groddjur. Ranitomeya ingår i familjen pilgiftsgrodor.

## Dottertaxa tillRanitomeya, i alfabetisk ordning[1]
- Ranitomeya abdita
- Ranitomeya altobueyensis
- Ranitomeya amazonica
- Ranitomeya aquamarina[2]
- Ranitomeya benedicta
- Ranitomeya biolat
- Ranitomeya bombetes
- Ranitomeya claudiae
- Ranitomeya daleswansoni
- Ranitomeya dorisswansonae
- Ranitomeya duellmani
- Ranitomeya fantastica
- Ranitomeya flavovittata
- Ranitomeya fulgurita
- Ranitomeya ignea
- Ranitomeya imitator
- Ranitomeya intermedia
- Ranitomeya lamasi
- Ranitomeya minuta
- Ranitomeya opisthomelas
- Ranitomeya reticulata
- Ranitomeya rubrocephala
- Ranitomeya sirensis
- Ranitomeya summersi
- Ranitomeya tolimensis
- Ranitomeya uakarii
- Ranitomeya vanzolinii
- Ranitomeya variabilis
- Ranitomeya ventrimaculata
- Ranitomeya viridis
- Ranitomeya virolinensis